# Incrimination (droit français)
Pour des articles plus généraux, voir incrimination et criminalisation.
En droit français, l'incrimination (ou la criminalisation) est une mesure de politique criminelle consistant, pour l’autorité compétente, à ériger un comportement déterminé en infraction, en déterminant les éléments constitutifs de celle-ci et la peine applicable.
Par exemple, en droit français, l'article 311-1 du Code pénal énonce que le vol est la « soustraction frauduleuse de la chose d'autrui ». Il s'agit de l'incrimination de vol, il donne la définition du comportement répréhensible.
Le texte d'incrimination détermine les éléments constitutifs de l'infraction, qui sont, dans l'exemple du vol :
- qu'il y ait soustraction ;
- que cette soustraction soit frauduleuse ;
- que ce qui est soustrait soit bien une chose (et non une personne) ;
- que cette chose appartienne à autrui au moment où la chose est soustraite.

Ensuite, des textes de pénalité vont définir la peine applicable. Pour l'exemple du vol en France, il est puni de trois ans d'emprisonnement et de 45 000 € d'amende, mais cette peine peut être aggravée si l'infraction a été commise sous certaines circonstances (criminalité en bande organisée, violences, discrimination...).
En vertu du principe de légalité des délits et des peines (souvent exprimé par son adage latin Nullum crimen, nulla poena sine lege), un texte d'incrimination est nécessaire pour définir un comportement répréhensible, faute de quoi la responsabilité pénale de la personne ne pourra pas être mise en jeu.
Néanmoins, si le texte d'incrimination comporte peu d'éléments constitutifs, ou des éléments constitutifs flexibles, il donne plus de place au pouvoir d'interprétation du juge pénal, et peut éventuellement limiter l'application de ce principe qui veut que toute infraction soit prévue par un texte. Au contraire, lorsque le texte est précis et comporte des éléments constitutifs rigoureux et nombreux, la place et l'arbitraire du juge sont d'autant moins importants, ce qui permet au sujet de droit de prévoir les conséquences juridiques de ces actes.
Au-delà de la définition législative des infractions, c'est-à-dire leur incrimination, le juge a pour rôle de procéder à la qualification pénale des faits, en définissant si tel ou tel fait constitue une infraction incriminée.